# Angle
Angle är en ort och community i Storbritannien.  Den ligger i kommunen Pembrokeshire och riksdelen Wales, i den södra delen av landet, 300 km väster om huvudstaden London. 